# Aviatik (Ö) C.I
El Aviatik (Ö) C.I, cuyos prototipos fueron conocidos como Aviatik 30.14, Aviatik 30.15 y Aviatik 30.16, fue un avión de reconocimiento austro-húngaro biplaza, producido desde 1917.

## Desarrollo
A pesar de los conocidos problemas de rendimiento del avión de reconocimiento en producción contemporáneo (el Knoller C.II(Av) entre otros), el desarrollo del C.I fue retrasado hasta que se dio la autorización para proceder el 26 de septiembre de 1916, cuando se ordenaron tres prototipos para su evaluación. Las pruebas de vuelo de los prototipos fueron satisfactorias y se ordenaron 96 aviones de producción Aviatik C.I de la serie 37 en marzo de 1917.
Avión relativamente convencional para su época, el C.I seguía la práctica contemporánea de un solo motor tractor con dos cabinas, la delantera para el piloto y la trasera para el observador/artillero. La construcción era principalmente en madera con las alas y la cola recubiertas de tela, pero el fuselaje estaba recubierto de contrachapado.
Propulsados por motores Austro-Daimler 6 de 137,95 kW (185 hp), los aviones de la serie 37 eran esperados ansiosamente por los escuadrones de primera línea del LFT, pero la decepción se instaló rápidamente al no alcanzar las prestaciones establecidas, particularmente en el régimen de ascenso, y sufrían de una frágil estructura, por no hablar de la descuidada mano de obra. Otros problemas con los aviones de fotorreconocimiento incluían las vibraciones, que provocaban imágenes borrosas, la estrecha cabina trasera, y la imposibilidad de llevar cámaras de mayor longitud focal a 30 cm. Incluso se criticó aún más la estabilidad y la engorrosa rueda de control del alabeo, que hacía al C.I ligero en los controles y propenso a oscilar a la menor alteración.
Para aliviar algunos problemas con las prestaciones, fue desarrollada la serie 137 del C.I, propulsada por un Austro-Daimler 6 de 149,14 kW (200 hp), pero la disponibilidad de los motores estaba limitada debido a que se les dio prioritariamente a los cazas. En lugar del motor de 200 hp, la mayoría de los aviones de la serie 137 fueron equipados con motores remozados Austro-Daimler 6 de 137,95 kW (185 hp). Aunque generalmente apreciados por los pilotos de escuadrón, la serie 137 también sufrió de la misma frágil estructura y mano de obra de mala calidad encontrados en la serie 37.
Algunos aviones C.I fueron convertidos en monoplazas, perdiendo 30 kg de peso, armados con dos ametralladoras sincronizadas en el fuselaje, demostrándose populares gracias a sus prestaciones aumentadas.

## Historia operacional
Los tres prototipos fueron evaluados a finales de 1916 y a principios de 1917, llegando al frente los aviones de producción en agosto de 1917. Los C.I de producción fueron volados por muchos de los Fliks (Flieger Kompagnien) de reconocimiento del LFT (LuftFahrTruppe), incluyendo los Fliks 17/D, 21/D, 24/F y 48/D en el teatro Tirol Sur, y los 2/D, 5/D, 12/Rb, 19/D, 22/D, 23/D, 32, 34/D, 46/P y 58/D en el frente de Isonzo. El Aviatik C.I fue lentamente reemplazado por aviones más capaces a partir de la primavera de 1918.

## Variantes
30.14
Prototipo del C.I.
30.15
Prototipo del C.I.
30.16
Prototipo del C.I.
30.25
Conversión monoplaza del C.I.
C.I (series 37 y 137)
Aviones de producción de Aviatik. 96 construidos, incluyendo 49 ejemplares de la serie 37, propulsados por motores Austro-Daimler 185hp y 40 ejemplares de la serie 137, con motores Austro-Daimler 200hp, entregados a las unidades del frente.
C.I(Lo) (series 114 y 214)
Producción de Lohner de un contrato por 50 aviones, 32 ejemplares del C.I(Lo) serie 114, propulsados por motores Austro-Daimler 185hp y 18 ejemplares del C.I(Lo) serie 214, propulsados por Austro-Daimler 200hp, siendo originalmente 24 y 26 aparatos, respectivamente.
C.I(MAG) (serie 91)
Producción de MAG, 24 aviones de la serie 91.
C.I(WKF) (series 83)
Producción de WKF, 40 aviones de la serie 83.
C.I(Ll) (series 47)
Producción de Lloyd, 45 aviones de la serie 47.

## Operadores
Imperio austrohúngaro
- Luftfahrtruppen

## Especificaciones (C.I serie 37)

### Características generales
- Tripulación: Dos (piloto y observador/artillero)
- Longitud: 6,9 m (22,5 ft)
- Envergadura: 8,4 m (27,6 ft) (superior), 8,25 m (inferior)
- Altura: 2,3 m (7,4 ft)
- Superficie alar: 24,8 m² (267 ft²)
- Peso vacío: 653 kg (1439,2 lb)
- Peso cargado: 976 kg (2151,1 lb)
- Planta motriz: 1× motor en línea de seis cilindros refrigerado por líquido Austro-Daimler 6.
  - Potencia: 138 kW (190 HP; 188 CV)

### Rendimiento
- Velocidad nunca excedida (Vne): 178 km/h (111 MPH; 96 kt)
- Tiempo a altitud: 3 min 52 s para 1000 m (3280 pies)

### Armamento
- Ametralladoras: 

  - 1x Schwarzlose MG M.07/12 de 8 mm montada en la sección central fijada para disparar hacia arriba a 15°
  - 1x Schwarzlose MG M.07/12 de 8 mm apuntada manualmente en un soporte circular en la cabina trasera